# Kultura egejska
Kultura egejska, Egea – termin określający trzy kultury rozwijające się na terenach Grecji (zarówno kontynentalnej jak i wyspach Morza Egejskiego) w III i II tysiącleciu p.n.e. (neolit i epoka brązu), czyli:
- kulturę minojską - rozwijającą się na Krecie od połowy III tysiąclecia p.n.e. do XV wieku p.n.e.
- kulturę helladzką - rozwijającą się w Grecji kontynentalnej od III tysiąclecia p.n.e. do XII wieku p.n.e. Szczyt jej rozwoju to tzw. kultura mykeńska trwająca od ok. 1600 p.n.e. do ok. 1100 p.n.e. (w XV wieku p.n.e. pojawiła się także na Krecie)
- kulturę cykladzką - rozwijającą się od III tysiąclecia p.n.e. do XII wieku p.n.e. na Cykladach

## Periodyzacja i chronologia
Podział na okresy i ich ramy czasowe dziejów Egei w epoce brązu opiera się na badaniach archeologicznych przeprowadzonych na początku XX wieku dla Krety. Później system ten poszerzono o wnioski z odkryć w Grecji kontynentalnej, stworzono także podobny podział dla Cyklad. Podstawą periodyzacji jest wyodrębnienie okresów wczesnego, średniego i późnego dla każdej z trzech kultur, np. dla Krety mamy: Early (wczesny), Middle (średni) i Late (późny) Minoan (minojski), w skrócie (EM, MM, LM). Analogicznie dla Grecji wyodrębnia się EH, MH, LH (H - Helladic, czyli helladzki) a dla Cyklad EC, MC, LC (C - Cycladic, czyli cykladzki). Każdy z okresów podzielono na podokresy I, II, III, późniejsze badania wymusiły dalszy podział niektórych z nich na mniejsze jednostki oznaczane literami A-C, a w części z nich wyodrębnia się jeszcze fazy oznaczane cyframi np. LM IIIA1.
Datowanie dziejów Egei jest nieprecyzyjne do połowy XIV w. p.n.e., kiedy to można już korelować znaleziska ceramiczne z tymi z Lewantu i Egiptu i wprowadzić dokładność około jednego pokolenia. Związane jest to z brakiem miejscowych źródeł pisanych przydatnych do datowania oraz nielicznych wzmiankach o świecie egejskim w pismach rozwiniętych cywilizacji Bliskiego Wschodu; słabą precyzję dają też takie techniki jak badanie węgla C-14, fluorescencja czy dendrochronologia oparta na materiale z Anatolii.  Dodatkową komplikację stanowi problem z ustaleniem daty wybuchu wulkanu na wyspie Santoryn (schyłek okresu LM IA), które to wydarzenie pozostawiło wiele śladów w postaci popiołów w różnych miejscach regionu, co pozwoliło ustalić dokładne korelację między poszczególnymi okresami dla trzech cywilizacji Egei. Przyjmuje się, że erupcja miała miejsce pod koniec XVI w. p.n.e. (chronologia niska) albo z grubsza w 1645/1628 r. p.n.e. (chronologia wysoka).
Tabela przedstawiająca periodyzację kultur egejskich, według chronologii niskiej (wysoka w nawiasie), z dodatkową kolumną dla warstw Troi (wszystkie daty p.n.e., margines błędu do ok. 1350 r. p.n.e. to ok. 100 lat, później ok. 30 lat):
| Kreta                | Grecja                | Cyklady              | Troja                |
| -------------------- | --------------------- | -------------------- | -------------------- |
| Nazwa okresu         | Nazwa okresu          | Datowanie            | Datowanie            |
| Wczesny brąz         | Wczesny brąz          | 3100(3500)-2000      | 3100(3500)-2000      |
| EM I 3100-2650       | EH I 3100-2650        | EC I 3100-2650       | I 3100-2600          |
| EM IIA 2650-2400     | EH IIA 2650-2400/2150 | EC IIA 2650-2400     | II 2600-2250         |
| EM IIB 2400-2150     | EH IIB 2400-2150      | EC IIB 2425-2150     | III 2250-2100        |
| EM III 2150-2000     | EH III 2150-2000      | EC III 2150-2000     | IV 2100-2000         |
| Średni brąz          | Średni brąz           | 2000-1600(1700)      | 2000-1600(1700)      |
| MM IA 2000-1925      | MH I 2000-1900        | MC I                 | V 2000-1900          |
| MM IB 1925-1850/1675 |                       |                      |                      |
| MM II 1850-1675      | MH II 1900-1700       | MC II                | VIa-c 1900-1600      |
| MM IIIA 1675-1630    | MH III 1700-1600      | MC III               |                      |
| MM IIIB 1630-1600    |                       |                      |                      |
| Późny brąz           | Późny brąz            | 1600(1700)-1075/1050 | 1600(1700)-1075/1050 |
| LM IA 1600-1500      | LH I 1600-1500        | LC I 1600-1450       | VId 1600-1500        |
| LM IB 1500-1450      | LH IIA 1500-1450      |                      | VIe 1500-1400        |
| LM II 1450-1400      | LH IIB 1450-1400      | LC II 1450-1400      |                      |
| LM IIIA1 1400-1365   | LH IIIA1 1400-1365    | LC III od 1400       | VIf-g 1400-1300      |
| LM IIIA2 1365-1330   | LH IIIA2 1365-1330    |                      | VIh 1300-1250        |
| LM IIIB1 1330-1225   | LH IIIB1 1330-1225    |                      | VIIa 1250-1180       |
| LM IIIB2 1225-1220   | LH IIIB2 1225-1220    |                      |                      |
| LM IIIC 1200-1100    | LH IIIC 1200-1100     |                      | VIIb-c 1180-1050     |

## Ważniejsze daty i wydarzenia
- ok. 2600 p.n.e. – okres wczesnominojski na Krecie,
- ok. 2100 p.n.e. – okres średniominojski (pierwsze pałace w Knossos, Fajstos, Malii i Kato Zakros),
- ok. 2000 p.n.e. – przybycie pierwszych Greków na Bałkany,
- ok. 1800 p.n.e. – zburzenie pierwszych pałaców na Krecie (silne trzęsienia ziemi albo konflikty między pałacami),
- ok. 1700 p.n.e. – okres późnominojski (nowe pałace w Knossos, Fajstos i Malii),
- ok. 1628 p.n.e. – wybuch wulkanu na Therze,
- ok. 1580 p.n.e. – okres mykeński (późnohelladzki) w Grecji kontynentalnej,
- ok. 1550 p.n.e. – zburzenie drugich pałaców (najazd Greków na Kretę?),
- 1184 p.n.e. – tradycyjna data zburzenia Troi (Troja VII A).